# هنري زكا
هنري زكا (بالإنجليزية : Henry Zakka) هو ممثل، ومخرج، وكاتب سيناريو فنزويلي من أصول يابانية. وُلد في كاراكاس، فنزويلا، واشتهر بمشاركته في عدة أعمال درامية (تيلينوفيلا) فنزويلية خلال عقدي الثمانينيات والتسعينيات من القرن العشرين، حيث كان من الوجوه البارزة في هذا النوع من الأعمال.
الحياة المهنية
بدأ هنري مسيرته الفنية كممثل في التلفزيون الفنزويلي، وشارك في عدد من المسلسلات الناجحة التي نالت شعبية محلية وعالمية في أسواق التصدير اللاتينية. امتدت موهبته لاحقًا إلى مجال الإخراج وكتابة السيناريو، وشارك في إنتاج عدد من الأفلام والأعمال الدرامية التي أظهرت تطور تجربته الإبداعية.
في عام 2017، تولى زكا إخراج فيلم بعنوان “يوم السلام” (Day of Peace)، والذي عُرض في عدد من المهرجانات السينمائية.

## روابط خارجية
•    هنري زكا على قاعدة بيانات الأفلام على الإنترنت (imdb)